# Opel 20/22 PS
 (juillet 2024).
L'Opel 20/22 PS est une voiture de la catégorie luxueuse construite par Adam Opel KG de 1903 à 1906.

## Historique et technologie
La 20/22 PS fut le premier véhicule de luxe d'Opel.
Le moteur était un moteur quatre cylindres d'une cylindrée de 3 770 cm³ (alésage × course = 100 mm × 120 mm) composé de deux blocs, qui produisait 22 ch (16,2 kW) à 1 600 tr/min. Le moteur à commande latérale avec tête en T était refroidi par eau. La puissance du moteur était transmise à l'essieu arrière via un embrayage à cône en cuir, une boîte de vitesses manuelle séquentiel à trois vitesses avec levier sur le volant et un arbre à cardan. La vitesse maximale de la voiture était de 70 km/h.
Le cadre était constitué de profilés en tôle d'acier et il était renforcé de bois. Les deux essieux rigides étaient suspendus à des ressorts à lames longitudinaux semi-elliptiques. Le frein de service agissait sur l’arbre de sortie de la transmission. Le frein à main a été conçu comme un frein à bande agissant sur les roues arrière.
La 20/22 PS n'était initialement disponible qu'en version tonneau, mais à partir de 1905, il y eut également les versions phaéton à deux places, voiture de tourisme à quatre places et berline quatre portes. La variante la moins chère (le phaéton) coûtait 12 000 Reichsmark.
Fin 1906, la construction de la 20/22 PS est arrêtée. La successeur a été le modèle 15/24 PS, plus grosse.